# 埃尔索蒂略
埃尔索蒂略，是西班牙卡斯蒂利亚-拉曼恰瓜达拉哈拉省的一个市镇。总面积24平方公里，总人口44人（2001年），人口密度2人/平方公里。